# Phyllopteryx dewysea
Phyllopteryx dewysea, der Rote Seedrache, ist eine Meeresfischart aus der Gruppe der Fetzenfische innerhalb der Seenadeln (Syngnathidae). Die Art wurde erst Anfang 2015 als dritte Fetzenfischart beschrieben und zu Ehren von Mary ‘Dewy’ Lowe benannt, die sich um die Erhaltung der Seedrachen (Phyllopteryx taeniolatus) bemüht hat und ohne deren Hilfe die neue Art nicht gefunden worden wäre.

## Verbreitung
Der Holotyp von Phyllopteryx dewysea wurde östlich des Recherche-Archipel (Typuslokalität) an der Südküste von Western Australia in einer Wassertiefe von 51 Metern gefangen, weitere für die Erstbeschreibung untersuchte Exemplare stammen aus Gewässern bis westlich von Perth und aus Tiefen bis zu 72 Metern. Die Art kommt damit tiefer vor als der gewöhnliche Seedrache, der bisher maximal aus Tiefen von 27 bis 33 Metern bekannt ist. Die Typuslokalität ist ein gemischtes Habitat mit Riffen und sandigen Zonen.

## Merkmale
Phyllopteryx dewysea ähnelt in seiner Gestalt dem bisher bekannten Seedrachen, hat aber im Unterschied zu dieser bunten, mit zahlreichen farbigen Flecken und Markierungen versehenen Art eine deutlich weniger vielfältige Farbgebung, die allerdings auffällig leuchtend rubinrot ist. Auf den Seiten jedes Körpersegments zeigen sich nur jeweils ein pinkfarbener, senkrechter Streifen, weitere helle Markierungen finden sich auf der Schnauze. Die Art hat 18 Rumpfwirbel und ihr Körper wird entsprechend von 18 ringförmigen Knochenplatten umgeben, die einen festen Körperpanzer bilden. Beim gewöhnlichen Seedrachen liegt die Anzahl dieser Knochenplatten bei 17, beim Großen Fetzenfisch (Phycodurus eques) zwischen 17 und 18. Die paarigen Dorsalstacheln, die beim gewöhnlichen Seedrachen und beim Großen Fetzenfisch nach hinten gerichtet sind, weisen bei Phyllopteryx dewysea nach vorn. Sie liegen auf der elften ringförmigen Knochenplatte. Große paarige Ventralstacheln befinden sich auf dem dritten, achten und dem siebzehnten Ring. Die Körperhöhe ist auf Höhe des zwölften Rings, hinter den Dorsalstacheln, am höchsten. Die Brustflossen werden von 22 Flossenstrahlen gestützt, die Afterflosse von vier.
Die untersuchten Marker der mitochondrialen DNA von Phyllopteryx dewysea unterscheiden sich von denen des gewöhnlichen Seedrachen zu 7,4 % und von denen des Großen Fetzenfisches zu 13,1 %.
Im April 2016 konnten Forscher vor der Küste Westaustraliens erstmals lebende Rote Seedrachen unter Wasser filmen.